# Купсола (Марисолинское сельское поселение)
Купсола́ (мар. Купсола) — деревня в Сернурском районе Республики Марий Эл. Входит в состав Марисолинского сельского поселения.

## Название
Название с мар. — «куп» — «болото», «болотный» и сола — «селение», «деревня»

## География
Деревня Купсола находится в 500 м к юго-востоку от центра сельского поселения — села Марисола, на правом берегу реки Она. Расположена на съезде с автомобильной дороги Сернур — Советск, являющейся частью автотрассы Йошкар-Ола — Киров — Сыктывкар (старая Алатская дорога). Примыкает к деревне Заречка-Она.

## Население
| 2002 | 2005 | 2010 |
| ---- | ---- | ---- |
| 125  | ↗141 | ↗170 |

## Известные уроженцы, жители
Купсола — родина марийского киноактёра и поэта Йывана Кырли, писателя Юрия Соловьёва, поэтессы З. М. Дудиной (Глушкова).

## История
Поселение основано в первой половине XVIII века выходцами из Марисолы, входило в состав волости Оно-Морко Казанского уезда. Деревня относилась к приходу церкви Покрова Божией Матери соседнего села Марисола, жители также исповедуют традиционную марийскую религию (язычество), посещая расположенные рядом с деревней священные рощи и мольбище.
В 1932 году был организован колхоз «Оно-Морко-Купсола».

## Инфраструктура
Образовательно-воспитательные учреждения и учреждения культуры в деревне отсутствуют.

## Достопримечательности
В память об Йыване Кырле в деревне установлен памятный камень.